# Peter F. Gontha
Peter Frans Gontha (ur. 4 maja 1948 w Semarang) – indonezyjski przedsiębiorca i impresario jazzowy, w okresie od października 2014 r. do stycznia 2019 r. ambasador Indonezji w Polsce.
W 1989 r. założył stację telewizyjną RCTI (Rajawali Citra Televisi Indonesia). Znalazł się również wśród założycieli prywatnego kanału SCTV oraz uruchomił usługę płatnej telewizji Indovision. Zapoczątkował także festiwal muzyczny Jakarta International Java Jazz Festival.
W 2018 r. został odznaczony Krzyżem Komandorskim Orderu Zasługi Rzeczypospolitej Polskiej.